# Falusi turizmus

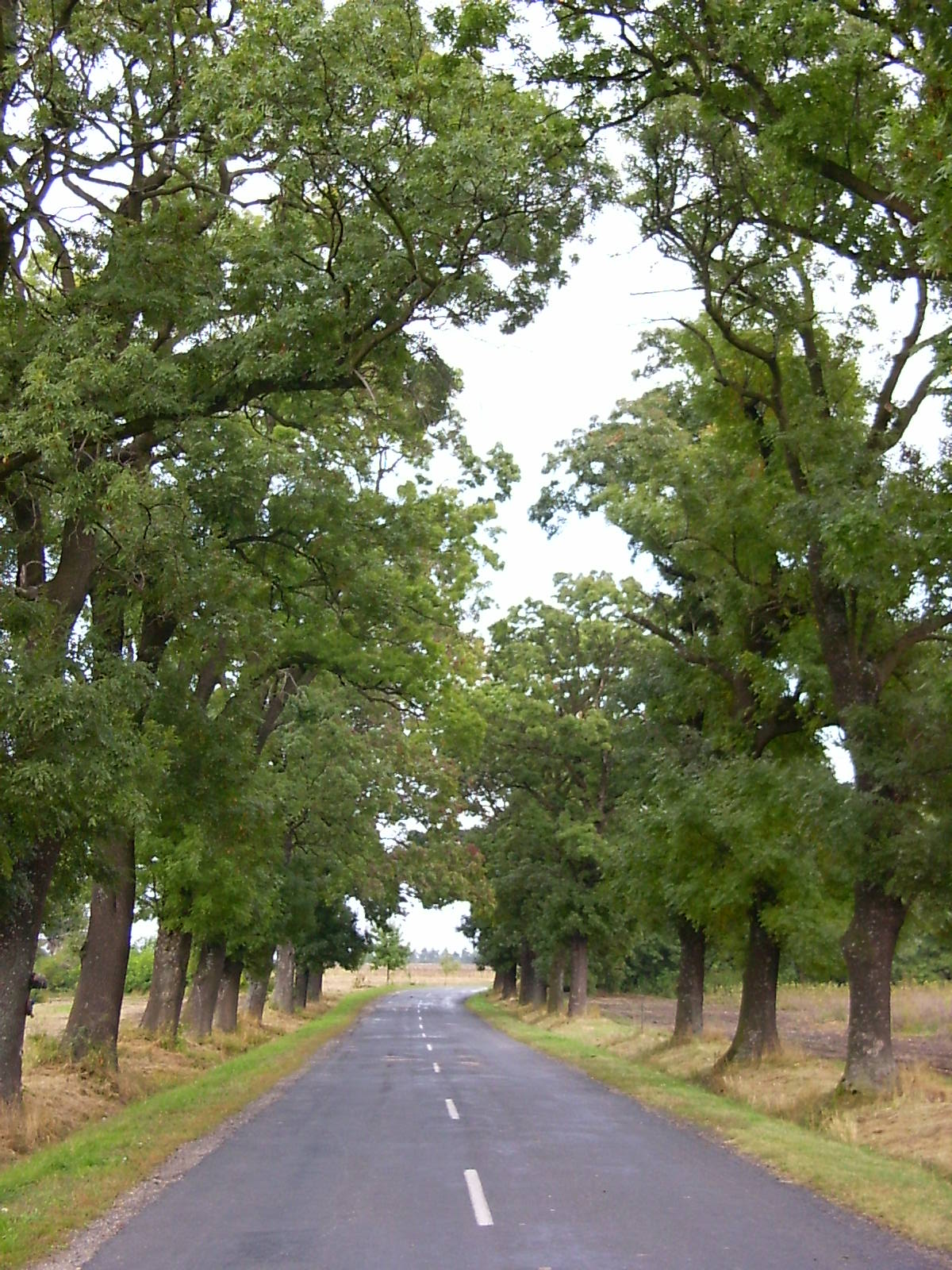
150 éves kőrisfasor, Csáfordjánosfa

A falusi turizmus a szabadidőnek a megismerés szándékától motivált, rekreációs vagy eü. rehabilitációs célú eltöltése falusi környezetben, a turizmus egy sajátos formája. A falusi turizmus az egyik legalkalmasabb módja annak, hogy a turista közvetlenül megismerhesse egy tájegység életét és kultúráját.
A falusi turizmust a falusi vendéglátás szolgáltatásai teszik lehetővé. Tágabb értelemben a falusi vendéglátást is magában foglaló komplex fogalomként is használják.
A falusi vendéglátás különböző szolgáltatásokat, szolgáltatás csomagokat foglal magában.

## Fogalma
A falusi turizmus főleg vidéki – nem városi és nem kiemelt üdülőhelyen fekvő – településeken (faluban, tanyán, tanyás térségben) folytatott vendéglátás, amely magában foglalja a szállást, az étkezési és programszervezési szolgáltatásokat egyaránt. Bárhol szervezhető, ahol a vendégfogadás falusias jellege biztosítható és a közvetlen környék (akár városrész) kielégíti a falusi vendéglátással szemben támasztott tartalmi és formai követelményeket, mint maga a ház és az udvar, az utcakép és a lakónegyed megjelenése, felszereltsége, a szolgáltatások skálája.
A falusi turizmus a városi ember találkozása a természettel. A falusi élet mindig is vonzotta a városi embert, aki szeretné újraépíteni kapcsolatát a természettel, újra megismerni vagy megtanulni azt, amit az ősei tudtak-ismertek. A falusi ember ismeri a természetet, amiből a városi ember régen kiszakadt. Falun élni jószerével annyi, mint újra a természetben élni. Ehhez nélkülözhetetlen, hogy a falusi vendéglátásra berendezkedő falvak vonzó természeti környezetben legyenek. Nem kell feltétlenül hegyvidéken vagy vízparton lenniük – elég ha háborítatlanul természetes és ember által nem túlságosan átalakított.

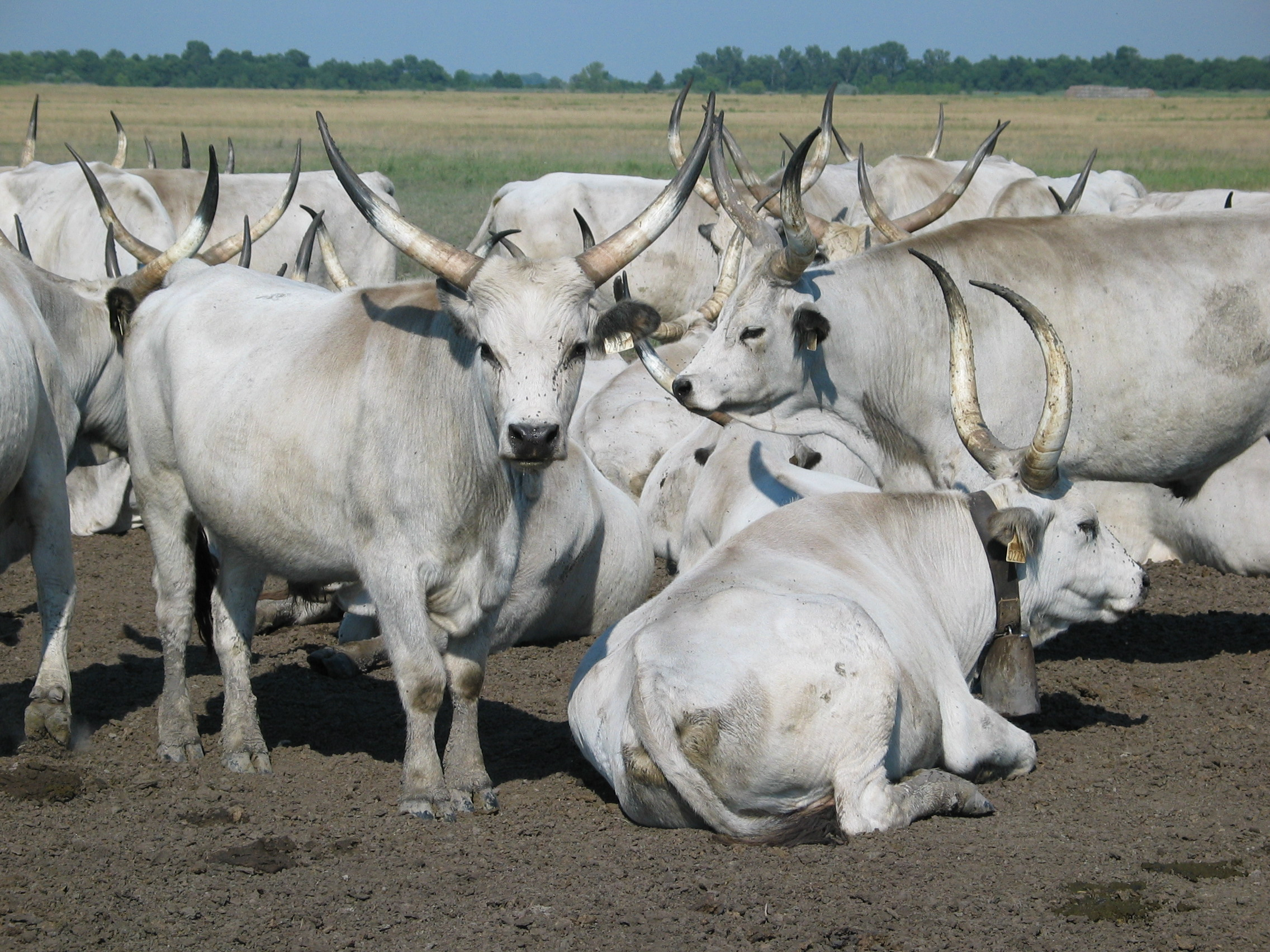
Szürke szarvasmarhák

A falusi vendéglátás feltétlenül komplex módon értelmezhető, mert jóval több, mint az alapvető szállás- és étkezési szolgáltatások biztosítása, a falusi vendéglátás a hagyományos falusi környezet megőrzését, a mezőgazdaság (az földművelés és az állattenyésztés), a népi kultúra, a folklór, a népi építészet és mesterségek továbbélését segítő tevékenység, amely számottevően növelheti a falu népességmegtartó erejét. Így aztán a szabadidő eltöltéséhez szükséges kapcsolódó szolgáltatásokat is a falusi vendéglátás szerves részeként kell kezelni.
A helyi és regionális vonzerővel rendelkező, gondozott falusi, vidéki környezetben a belföldi és külföldi vendégek szabadidő-eltöltési szükségleteinek széles körű, kereskedelmi alapokon való kielégítéséhez szükséges az ezt szervező helyi intézmények és szolgáltatók jó együttműködése.

## A falusi-tanyasi vendéglátás céljai
- a meglévő épületvagyon, a természeti értékek és erőforrások hasznosítása
- a természet és az épített környezet védelme, hagyományőrző fejlesztése
- a helyi foglalkoztatási lehetőségek bővítése, megélhetési vagy kiegészítő jövedelemforrás biztosítása
- az agrártermelés kiegészítése, alternatívája, a helyi termelésű, előállítású termékek számára értékesítési lehetőség biztosítása helyben, azaz összességében véve az ún. paraszti gazdálkodás gazdaságosságának növelése
- a falu integrált fejlesztése, beleértve a falu arculatának megteremtését, illetve javítását, az egyes városiak gondolkodását behatároló negatív előítéletek leküzdését és a falu hajdani rangjának visszaszerzését.

A falusi vendéglátás kialakulását és fejlődését a kedvező természeti és épített környezeti adottságok természetesen nagymértékben elősegítik, de esetleges hiányuk, vagy a reméltnél, a szükségesnek ítéltnél kisebb vonzerejük nem teszi lehetetlenné az egyes falvak bekapcsolódását. Nagyon sok múlik ugyanis az emberi tényezőn, azon hogy a helybéliek mennyire képesek azonosulni a falusi vendégfogadás gondolatával, mennyire ismerik fel az aktív és tevékeny önszerveződés, összefogás szükségességét. Színvonalas alapszolgáltatásokra épülő, megfelelő hozzáállással létrehozott, vonzó szabadidős programokkal a természeti és műemléki látnivalók hiánya bizonyos mértékig ellensúlyozható, vagyis a falusi vendéglátás azokon a vidékeken is megteremthető, ahol gyakorlatilag a hagyományos kiránduló- vagy üdülőturizmus semmilyen vonzó látnivalója, programja sem mutatható fel.
A falusi vendéglátáshoz nem feltétlenül szükséges, hogy a település egyedülálló turisztikai látnivalóval rendelkezzen. Persze nem árt, ha a falu fel tud mutatni valami különlegességet, amellyel ajánlatainak egyedi jelleget tud kölcsönözni, de ennek hiánya nem kizáró ok – a nem létező természetes vagy épített vonzerő pótolható vendégszeretettel, a vendéggel való foglalkozással. Hiszen mit is kíván a vendég?
- Egészséges környezetet és szép tájat
- Minőségi szállást (felszereltség, kiszolgálás)
- Vendégszerető fogadtatást a helyi lakosok részéről
- Ápolt faluképet, nyugalmat, túlzott bűz vagy rovarok nélkül
- Kiegyensúlyozott ár-szolgáltatás arányt
- Minőséget az étkeztetésben (például helyi ételkülönlegességeket)
- A szabadidős és sportfelszerelések jó állapotát, minőségét

Ehhez elsősorban az kell, hogy az önkormányzat szót tudjon érteni a helyi vállalkozókkal és viszont; hogy sikerüljön kialakítani a faluban egy aktív magot – turisztikai egyesületet –, amely maga mögé állítja mindazokat, akiknek szerepe van, vagy lehet a vendégfogadásban, a programkínálat színesítésében.
Vannak persze a falusi vendéglátásban helyzeti előnyt kölcsönző tényezők. Nagyobb eséllyel remélhet vendégeket az a falu, amely meg tudta őrizni a helyi népi építészet hagyományait, az épületek harmonizálnak egymással az utcákban, azaz az összbenyomás egységes falusi képet tükröz. Előnyt jelentenek a jó táji adottságok, az erdők, rétek, folyó-, tó- vagy más vízpartok közelsége, az érintetlen természet. Ugyancsak hasznos, ha a faluban vagy a környéken bemutatható népi mesterség vagy kézműipar található. Nem lebecsülendő előny a városokhoz mérten jó közbiztonság és minimális balesetveszély.
Vonzerőnek és programnak egyaránt beválik, ha a vendégek jelen lehetnek a paraszti munkánál, sőt kivehetik belőle a részüket. A vendég kész fizetni azért, hogy dolgozhasson, hogy állatokat gondozzon vagy éppen földet műveljen, rétet kaszáljon, ahelyett hogy munkabért várna el cserébe.
A falusi vendéglátás megvalósítása településenként különböző. Profilt kell választani és ehhez igazodva, ki kell alakítani valamilyen arculatot. A profil megválasztása az adottságoktól és a potenciális kereslettől függ. Ezen a ponton találkozhatnak az egyéni megélhetési törekvések a falvak településfejlesztési elképzeléseivel, így jó esetben a mérnöki-műszaki elgondolások ötvöződnek a vállalkozási igényekkel.
A helyi, vagy még inkább kistérségi turisztikai egyesület révén megoldható az érintettek összefogása, valamint az hogy idénytől függően regionálisan jellemző programokat állítsanak össze, és ezek ismertetőjét eljuttassák a nagyobb utazásszervezőkhöz.

### A falusi vendéglátás elemei
A falusi vendéglátás elemei az elszállásolás, ellátás, szabadidő-eltöltési lehetőségek és szolgáltatások. A falusi vendéglátás alapkövetelménye a sokoldalúan fejlett szolgáltatási infrastruktúra. A falusi vendéglátás vonzerejét növelhetik a kulturális és hagyományőrző programok, gasztronómiai programok, szabadidős tevékenységek.

#### Szállás
A falusi vendéglátás szálláshelyei közé tartozik a falusias-tanyai térségekben vendégfogadást szolgáló vendégszoba, lakrész, üdülőház, tanya, sátorozóhely. A fogadókapacitást bővítik az egyéb kereskedelmi szálláshelyek, amelyek a tájra jellemzőek, sajátos hangulatúak, például vendégfogadók, panziók, kulcsosházak stb. A vendéglakrész kialakítható a családi házon kívüli régi épületekben is. Ezek főleg akkor vonzóak, ha különleges formájukkal, kialakításukkal felkeltik a vendég érdeklődését és komfortossá tehetők, például csűrök, kunyhók. A szabadban kialakított játszóterület vagy társalgó ugyancsak fontos tere a játéknak, szabadidős tevékenységeknek. A vendégfogadó ház színvonalát növeli, ha a vendégek gépjárműveinek garázst vagy gépkocsibejárót biztosítunk. A virágoskert, a szépen díszített, rendezett pihenőkert ugyancsak fontos része a falusi vendéglátásnak. A konyhakert, a gyümölcsös fontos kínálati elem. Az itt megtermelt zöldség, gyümölcs nemcsak saját fogyasztásra, de a vendégek panziós ellátására is felhasználható.

#### Ellátás
Az ellátás formáinál többféle megoldási lehetőség van:
- önellátás: ilyen esetben a vendég saját maga gondoskodik ellátásáról
- reggelit biztosít a vendégfogadó, a szobaár tartalmazza ezt
- panziós ellátásnál lehet félpanzió vagy teljes panzió
- esetenkénti étkezés is lehet, ilyenkor 1-1 közös étkezés van

A vendégek leggyakrabban a reggelit választják.

#### Szabadidős tevékenységek
A vendégeknek nyújtott szolgáltatásokkal a vendégfogadás színvonala növelhető, a vendég kényelme, elégedettsége fokozható és hatékony eszköze lehet a vendégért folytatott versenynek. A falusi vendéglátásban a vendégfogadó ház jól megtervezett szolgáltatási kínálata versenyelőny lehet. A tevékenység jellege szerint célszerű viszonylag széles lehetőséget biztosítani, hiszen a vendégigények igen különbözőek. Szabadidő-eltöltési lehetőséget kínálhat a természeti adottság, a vonzerő, az épített környezet, a vendégfogadó ház egyes szolgáltatásai.
A természeti adottságok közül vonzerő lehet a táj, hegyvidék, erdős terület, tavak, folyók, egyéb természeti képződmények, az élővilág, a természet érintetlensége.
A népi építészeti emlékeknél meg kell őrizni a falu jellegzetes épületeit, a faluképet, településmaradványokat, például faluházzal.
A kulturális adottságoknál elsősorban a néphagyományokat, közösségi szokásokat, népművészetet, népzenét, néptáncot és a népi ételeket veszik figyelembe a turisták.
A kimondottan népművészeti kézművesség fennmaradása hozzájárul egy-egy tájegység arculatának megőrzéséhez éppúgy, mint az ott jellemző ételek, italok, szokások.
A népművészeti, kézműves hagyományok leggyakoribb formái: a fazekasság, a szövés, a hímzés, a fafaragás, a népi kismesterségek között a kovács, a kékfestő, a mézeskalács-készítő, a kosárfonó. A tájegység népművészete, kézműves ipara, a népi kismesterségek műhelyekben, tanfolyamokon megismerhetők, gyakorolhatók, a tárgyak megvásárolhatók. Fontos az együttműködés, hiszen enélkül a falusi vendégfogadás, a falusi vendéglátás kínálata szegényebb, a kézműves pedig nehezebben talál piacot a termékeinek.

#### Túraterv
A szállás és az élelmezés mellett egyre fontosabb a vendégek programokkal való ellátása. A látogató számára olyan programokat célszerű kínálni, amely a szálláson tartózkodás időtartamát kitölti. Ez lehet a szállás által szervezett esemény, vagy a környezetben elérhető rendezvények és látnivalók felsorolása, rendszerezése is. A legegyszerűbben elkészíthető egy túraajánlat-csokor, amely gyalog, kerékpárral és autóval bejárható túrák sorát mutatja be térképpel, a látnivalók felsorolásával, leírásával, valamint képekkel. Egy ilyen túracsokor elérhetővé teszi és feltárja a vidék kulturális és egyéb nevezetességeit a látogató számára, aki így élményekkel gyarapodva, elégedetten távozik a nyaralás végén és szívesebben tér vissza – mert nem érezte magát a sorsára hagyva.

#### Házimúzeum
A falusi turizmus szálláshelyeként rendszerint egy-egy öreg parasztháza szolgál, ahol a berendezés (bútorok, citera, cseréptárgyak, szőttesek, hímzések, régi fényképek és iratok) valamint az egykori paraszti gazdaság eszközei is megtekintésre érdemesek. Kerülhetnek ezek közé igazi múzeumba való kincsek is, mint egy kétszáz éves kovácsoltvas pisztoly a padlásról, a környéken előkerült/megőrzött tárgy (mamutfog, pattintott kőeszköz, török ágyúgolyó, huszárkard stb). A legtöbb portán ezek a gazda féltve őrzött kincsei közé tartoznak, amelyeket büszkén mutat meg a vendégeinek. Célszerű őket külön helyiségben, szakszerű ismertetővel együtt kiállítani és a ház ajánlatában külön megemlíteni.

#### Évszakok
A szabadidős programok egy része függ az évszaktól. Évszakonként meg kell tervezni a programkínálatot, gondoskodni kell arról, hogy minden évszak kínáljon szabadidős programokat:

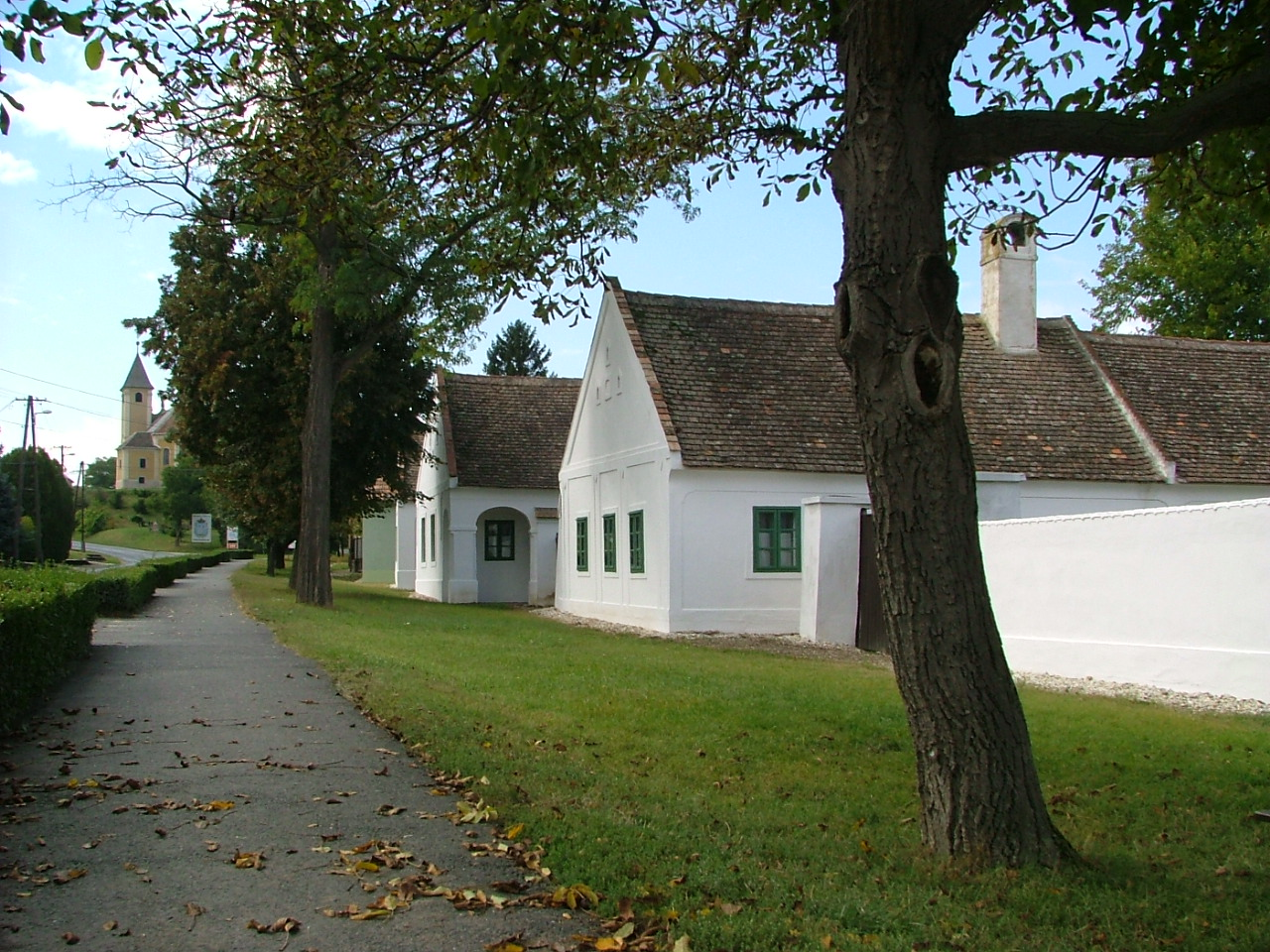
Népi lakóházak

- Nyár: érdemes a természeti adottságokra építeni a programot, például a vízparti településeken fürdőzési lehetőséggel (2-3 hetes üdülési időtartam)
- Ősz: nagyobb szerepet kaphat az őszi mezőgazdasági betakarítási munkák megismerése, népszokások felelevenítése, természetjáró túrák, jelentős vadállomány esetén vadászatok szervezése (egyhetes ajánlatok)
- Tél: zárthelyi programok jellemzők (lehet például főzőtanfolyam), régi foglalatosságok felelevenítése, népszokások, téli sportok, disznóvágások
- Tavasz: nehéz programot találni, a természet ébredése nem mindig kínál elég vonzerőt.

A hobbiprogramok általában évszaktól függetlenül biztosítják az aktív üdülés lehetőségét, ezért érdemes hobbiprogramokat, tanfolyamokat szervezni.

### A falusi vendéglátás mint termék

#### Az ár szerepe a falusi vendéglátásban
Köztudott, hogy az ár közgazdasági fogalom, kategória. Soha nem szabad túl alacsony áron reklámozni a falusi szálláshelyünket, mert először is ráfizetünk, másodszor pedig gyanús lesz a vendégnek.

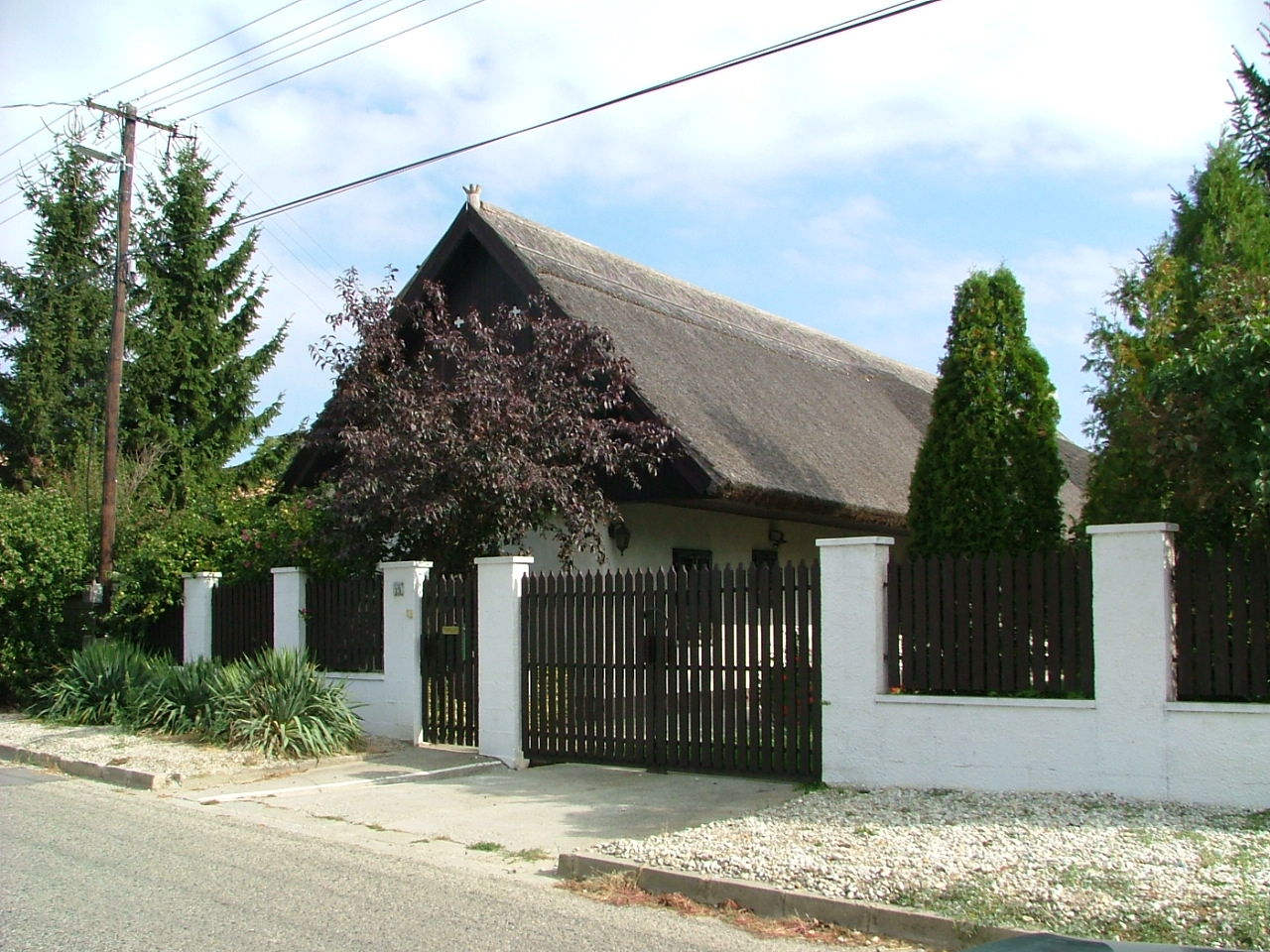
Takaros ház portálja

#### Reklám
Főleg a külföldi vendégek keresik a minősítést, a háttérszervezetet, a garanciát a falusi vendéglátó mögött.
Egy falun belül meg lehet osztani a szolgáltatásokat egymás között. Az egyik vendéglátónál lovaglási lehetőség van, a másiknál gyerekmedence, a harmadiknál szauna. Egy másik, önmagától működő-értékesítési lehetőség a „szájhagyomány”.

### Vendéglátók és vendégek

#### A vendéglátók
A vendéglátás egyik meghatározó tényezője maga a vendéglátó személy vagy család vendégfogadásra való alkalmassága, a vendégek számára biztosítható elhelyezés és a pihenési lehetőség. A vendéglátók személye a vállalkozás méretét is befolyásolhatja. A vendéglátók legtöbbször az alábbi típusokba sorolhatók:
- Egyedülálló (nyugdíjas vagy aktív dolgozó)
- Nyugdíjas házaspár esetenként idős szülőkkel, gyerekeik már elköltöztek, de közeli településen élnek
- Fiatal házaspár gyermekekkel, ahol a háziasszony a házimunka mellett gondoskodik a vendégekről
- Fiatal szülők gyermekkel, s a nagyszülőkkel, ahol a nagymama vállalja a vendégfogadást és a dolgozó fiatalok besegítenek
- Nagycsaládi típusú vendégfogadás, ahol a generációk jól kiegészítik egymást, s mindnyájan részesülnek a haszonból

A családtípusoknak alapvető befolyása van a vállalkozás formájára. A vendéglátás az esetek többségében a háziasszonyok feladata, de mögöttük a család is részt vesz a vendégek programjának, kényelmének biztosításában. A háziasszonyok többsége hosszú, aktív időszak után, jelentős tapasztalatokkal felvértezve vált át a falusi vendéglátásra. Általában a település polgárosult rétegeihez tartoznak, középfokú végzettséggel és városi tapasztalatokkal. Az emberekkel való foglalkozás, a kapcsolatteremtés nem okoz nekik problémát. Néhányan már tapasztalatot szereztek üdülőjük kiadásából, vagy külföldi vendégek fogadásából.
A falusi vendéglátás különleges viszonyt eredményez a vendég és a vendéglátó között. A turizmus többi ágától megkülönbözteti, hogy hosszú távú személyes kapcsolatok alakulhatnak ki, barátságok is szövődhetnek. Az ilyen típusú kapcsolat megteremtéséhez nélkülözhetetlen a vendégszeretet, a másokkal való törődés és az örömszerzés.

#### A vendégek
A vendégek típusai:
- Nyugdíjasok: az adott környezet megismerése
- Családosok: vonzerő lehet az állatetetés, -gondozás a kisgyermekek részére
- Diákok, hallgatók: új ismeretanyag megszerzése a cél általában
- Üdülők: kikapcsolódásra, pihenésre vágynak

## Falusi turizmus Magyarországon

### Története
Magyarországon a falusi vendéglátás az 1930-as évektől kezdve bontakozott ki főleg a Balaton környékén, a Mátrában, a Bükk-vidéken és a folyók mellett, a kedvező éghajlati és táji adottságú falvakban. A falusi turizmushoz, mint üdülési formához, kiterjedt fogadó-, magánpanzió- és fizető-vendéglátó hálózat csatlakozott. Az ország üdülési igényeinek kb. 35%-át a falvak elégítették ki.
Nagy jelentőséggel bírt a városi gyermekek üdültetése faluhelyen, mert ezalatt a gyermek részesévé válhatott a falusi életnek, megbarátkozhatott annak mindennapjaival, a dolgos hétköznapokkal és a falu ünnepnapjaival. Az ismerkedés a mezőgazdasággal, a földműveléssel, a kertészettel, az állattenyésztéssel életre szóló élményt nyújtott számukra, nagyvárosi, esetleg egészségtelenebb környezetből kiszakadva.
Ez a kedvező folyamat a II. világháború kitörésével megszakadt, hosszú időre elhalt. A falusi „üdülés” egyesek számára kényszerként jelentkezett (kitelepítések). Mások számára a falusi vendéglátás megnyilvánulásaként a családi és baráti kapcsolatok ápolása maradt, hiszen a városba betelepült családok jó részének maradt falun rokonsága, vagy más jó ismeretsége. Ez viszont a családok vagy a gyerekek falusi nyaralása, nyaraltatása volt, és nem tekinthető igazi falusi vendéglátásnak.
A korábbi szálláshelyhálózat elhalt, a magánpanziók reneszánszára egészen a nyolcvanas évekig várni kellett. Így aztán hiába lett volna kereslet a falusi vendéglátásra, a kínálati oldal hiányzott, illetve csak földrajzilag koncentráltan, erősen lecsupaszított formában jelentkezett. A vendégfogadási tevékenység nem annyira a klasszikus falusi vendéglátás köntösét öltötte magára, hanem egyszerű szobakiadásban merült ki.

### Mai helyzet
A rendszerváltás óta számos ösztönös és nagyon jó kezdeményezés született, de igen sok helyen mindmáig hiányzik az önszervező erő, amely piacképessé tudja tenni a falut mint turisztikai célpontot. Ennek felismerése viszonylag hamar be is épült a különféle turisztikai elképzelésekbe és hivatalos koncepciókba, de valahogy eléggé felemás módon. A falusi vendéglátás ugyanis természeténél fogva nem tartozik a centralizálható tevékenységek közé. A szakemberek egy része ezt fel is ismerte, ennek ellenére a hivatalos politika, a jogi szabályozási rendszer mindent megtett a központosításért. A privát házaknál, majd az egyéb típusú magánszálláshelyeken történő vendégfogadást az utóbbi időszakban igyekeztek minél szigorúbb korlátok között tartani. A szabályozás merev mind a jogi engedélyezési, mind pedig a piaci értékesítési csatornák megszabását vagy a vendégek bejelentkezési kötelezettségeit tekintve.
Fontos lenne a külföldi turisták megcélzása, de ennek alapvetően több akadálya van. A falusi vendéglátásnak valahol mindig sajátos nemzeti jellege van, és egy magyar falu igazán egy magyar gyereknek érdekes, mert például ugyanilyen faluban élt egykor a nagypapája is. Másrészt a falusi vendéglátók nyelvtudás szempontjából nem állnak valami jól. Márpedig a vendéggel kapcsolatot kell teremteni, beszélgetni kell vele, ez pedig nyelvtudás nélkül lehetetlen. Lépéseket kell tenni annak érdekében is, hogy a falusi vendéglátás környezetbarát turisztikai formaként jelenjen meg. A környezetkímélő gazdálkodás a hagyományos falusi háztartásoktól amúgy sem idegen, zárt termelési rendszerükben minden hasznosítható nyersanyagnak megvan a helye. A falusi vendégfogadóknak is mind a gazdálkodás (minimális vegyszerhasználat, a hulladékok hasznosítása), mind a szálláshely-szolgáltatás terén (csatornázás, víz- és energiatakarékos megoldások) hasonló magatartásra kell törekedniük.

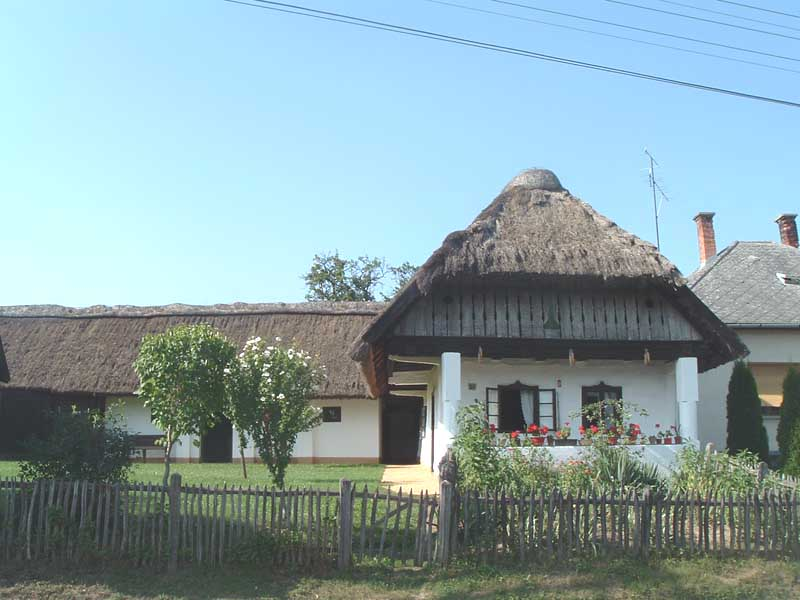
Zalalövő: régi parasztház

Fontos kormányzati politika a falu lakosságmegtartó képességének fokozása. Ez a településtípus sok ellentmondást, társadalmi feszültséget hordoz magában. A világ gazdaságilag fejlettebb részein megindult a visszaáramlás a kisvárosokba, falvakba. Tudatos fejlesztési politika esetén csökken a város és a falu közötti ellentét. A legfontosabb azonban, hogy legyenek a falunak olyan, a közösség által támogatott, s benne tekintélyt merítő intézményei, melyek nélkül a közösségi élet elképzelhetetlen.
A gazdaságirányítási váltás után az erőforrások többsége felett a helyi szervek, vállalkozók fognak rendelkezni. A központi erőforrásokból elsősorban a nagytérségi területfejlesztési, kiegyenlítési célkitűzéseket fogják előnyben létesíteni. A helyi adottságok jelentősége, használati értéke nő. Az irányító ráhatások helyett a települési, illetve térségi identitás és önfejlesztés kibontakoztatása a cél. A jövőben a fejlesztések nagyobb hányadát kell helyi erőforrásokból, s ezeken belül is vállalkozási alapon finanszírozni.
A falusi vendéglátás, mint önálló gazdasági ágazat fejlesztésében az alábbi tényezőket kell figyelembe venni:
- a helyi erőforrások és energiaforrások mind hatékonyabb kihasználását
- a meglévő létesítmények fejlesztését, az új beruházásokkal szemben
- az új létesítmények szolgálják a kívánatos struktúraváltást
- a struktúra megújítása az emberi erőforrásokkal való újszerű gazdálkodást is kívánja
- az állandó mennyiségi növekedés helyett a minőségi fejlesztés elismerése, preferálása a cél
- a rövid távú jövedelemnövelés helyett, a hosszú távú biztonság növelését kell előnyben részesíteni
- a regionális önigazgatást és az önfinanszírozás kialakítását.

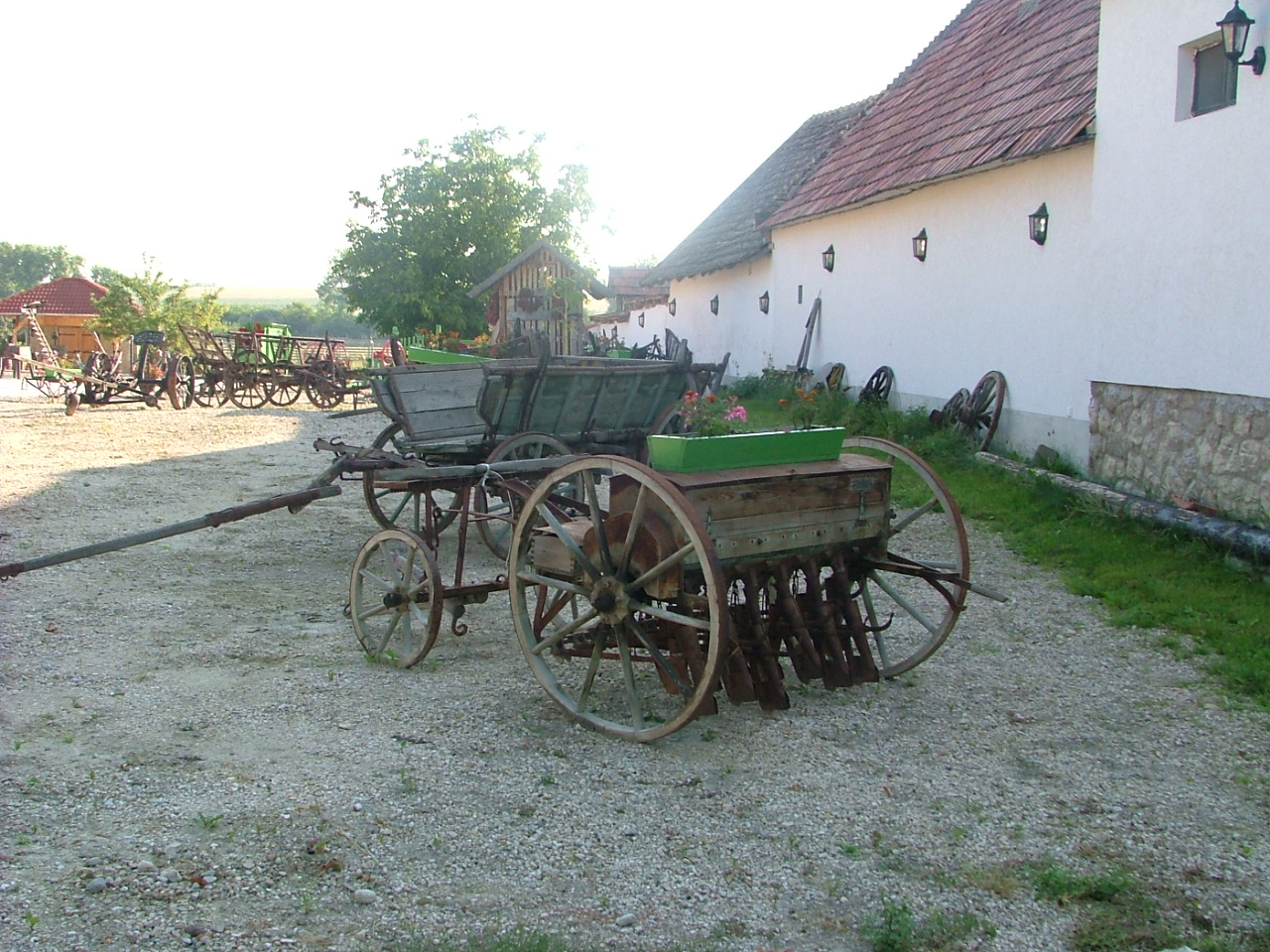
Szabadtéri kocsimúzeum, Nyúlon

A minőségi fejlődés a falusi vendéglátásban a kínálat növekedését, sokoldalúvá tételét, s mindezek alapján a fajlagos költési szint emelését jelenti. Ez nem az extenzív szálláshelynövelést, hanem más szolgáltatások (például az étkezés) fejlesztésében kell megmutatkoznia. Ezek magával vonják a kisrégiók kapcsolatainak erősítését. Az idegenforgalmi stratégiában ez úgy jelentkezik, hogy a rövid távú (például bevásárlóturizmus) érdekek kihasználása mellett a tartós tendenciákra helyezik a hangsúlyt. Például, hogy a magyarországi helyzetre alapítva a gyógyturizmus növelését helyezzük előtérbe. Emellett lényeges, hogy a települések, és a területi egységek (régiók) saját és törvényes állami szervekkel, valamint alulról építkező idegenforgalmi szervekkel rendelkezzenek. Legyen meg a területi egységek önfinanszírozásához szükséges pénzügyi alapok lehetősége. (helyi vállalkozások, helyi adóztatás) Az aktivitás fokozása szükséges a gyengén fejlett térségekben, ahol a struktúraváltástól várják a fejlettségi elmaradások pótlását. Ki kell használni a természetes és művi adottságok mellett az emberi tényezőket. A népművészeti, a népviseleti, a szokásokat és népszokásokat, hagyományokat. A regionális kötődéstudat (identitás) kibontakoztatásával jelentős fejlesztőerő mozgósítható. Fejlesztendő a régió kifelé megmutatkozó arculata. A meglévő munkaerő képzettségi színvonala, kreativitása, önbecsülése és együttműködési készsége kihasználandó. A falusi vendéglátás döntően a természeti értékek hasznosítására épül. Ezen értékek egyik jelentős fogyasztója, de veszélyeztetője is (tájvédelmi körzet túlzó beépítése, szemetelés, vízszennyezés). Arra kell törekedni, hogy a természeti értékek, a táj összhangja, az ökológiai egyensúly károsodást ne szenvedjenek.
A települési célok kialakítása során tudomásul kell venni a realitásokat. A falvak jelentős részét sújtja a tőke hiánya. Ez nem vezethet cselekvőképtelenséghez, illetve a felülről jövő támogatás várásához. Az önkormányzatok gazdasági feladatainak döntő része településük ellátásához, de nem kizárólagos fejlesztéséhez kapcsolódik. Az ott lakók és a céltól függetlenül ott tartózkodók anyagi, szellemi szükségleteinek kielégítését szolgálják. Továbbá az intézmények, a termelők és szolgáltatók, más vállalkozók a településtől függő igényeinek önkormányzati segítséggel történő kielégítését is magában foglalja. Ezek a célok a szakmai és pénzügyi erők koncentrált célorientált összevonásával érhetők el.